# Cleora cryptogonia
Cleora cryptogonia är en fjärilsart som beskrevs av Louis Beethoven Prout 1927. Cleora cryptogonia ingår i släktet Cleora och familjen mätare. Inga underarter finns listade i Catalogue of Life.